# Radosław Marcinkiewicz
Radosław Marcinkiewicz (1º marzo 1986) è un lottatore polacco, specializzato nella lotta libera. Ai Giochi europei di Baku 2015 si è aggiudicato il bronzo nel torneo degli 86 chilogrammi. Ha ottenuto due bronzi ai mondiali militari.

## Palmarès
| Anno | Manifestazione           | Sede                | Evento | Risultato | Note |
| ---- | ------------------------ | ------------------- | ------ | --------- | ---- |
| 2001 | Mondiali cadetti         | Smirne              | 42 kg  | 9º        |      |
| 2002 | Europei cadetti          | Vilnius             | 46 kg  | 6º        |      |
| 2004 | Europei junior           | Sofia               | 55 kg  | 11º       |      |
| 2005 | Europei junior           | Breslavia           | 66 kg  | 5º        |      |
| 2006 | Europei junior           | Szombathely         | 74 kg  | 5º        |      |
| 2006 | Mondiali junior          | Città del Guatemala | 74 kg  | 10º       |      |
| 2008 | Mondiali universitari    | Salonicco           | 74 kg  | 8º        |      |
| 2009 | Europei                  | Vilnius             | 84 kg  | 5º        |      |
| 2009 | Mondiali                 | Herning             | 84 kg  | 25º       |      |
| 2010 | Europei                  | Baku                | 84 kg  | 13º       |      |
| 2010 | Mondiali universitari    | Torino              | 84 kg  | 7º        |      |
| 2011 | Mondiali                 | Istanbul            | 84 kg  | 16º       |      |
| 2013 | Europei                  | Tbilisi             | 84 kg  | 8º        |      |
| 2014 | Mondiali militari        | Fort Dix            | 97 kg  | Bronzo    |      |
| 2015 | Giochi europei           | Baku                | 86 kg  | Bronzo    |      |
| 2015 | Mondiali                 | Las Vegas           | 86 kg  | 35º       |      |
| 2016 | Mondiali militari        | Skopje              | 86 kg  | Bronzo    |      |
| 2019 | Europei                  | Bucarest            | 86 kg  | 18º       |      |
| 2019 | Giochi mondiali militari | Wuhan               | 86 kg  | 15º       |      |
| 2020 | Europei                  | Roma                | 86 kg  | 7º        |      |
| 2021 | Europei                  | Varsavia            | 92 kg  | 8º        |      |